# 시카고 L

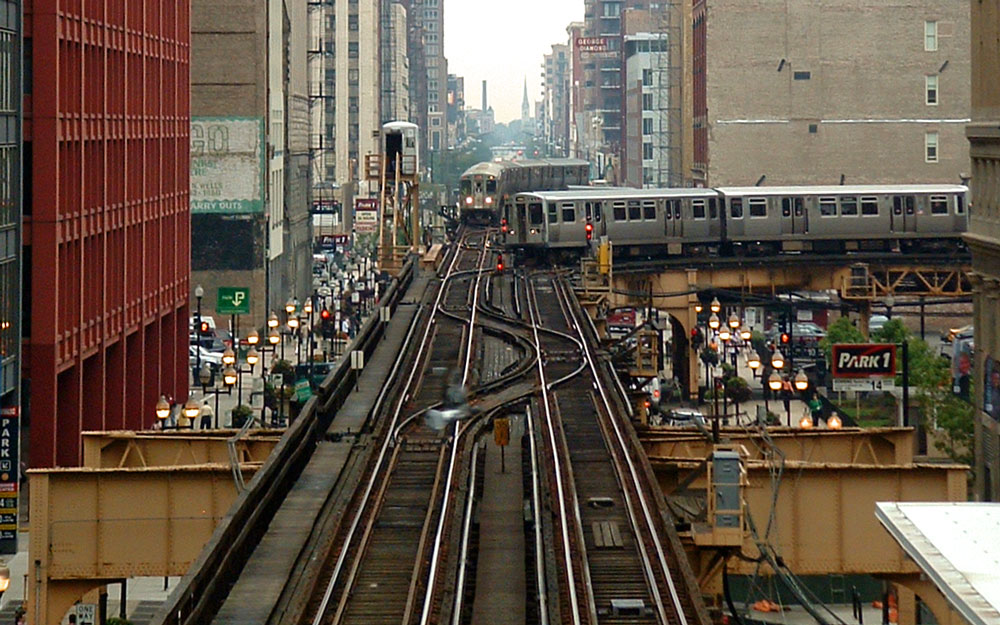
시카고 루프 구간의 고가철도

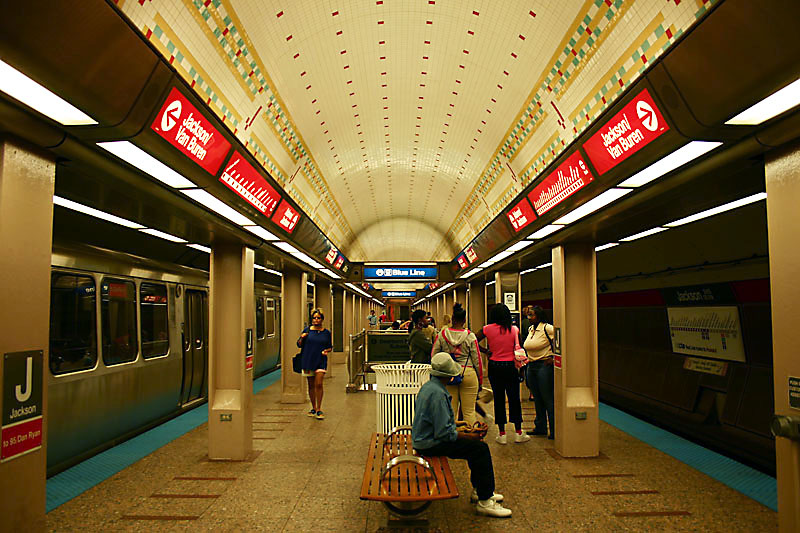
시카고 지하철 구간의 잭슨/스테이트 역

시카고 "L"은 미국 일리노이주 시카고 및 주변 지역에서 운행되는 도시 철도 체계이다. 현재 'L'이라는 이름으로 통칭되는데, 이는 고가철도를 뜻하는 elevated에서 나온 말이다. 한편 시카고 중심부를 루프(Loop)라 부르기 때문에, L을 루프의 약자에서 유래한 것으로 보기도 한다. 시카고 교통국(Chicago Transit Authority, CTA)에서 운영을 맡고 있다.
1892년 도시 중심부를 연결하는 고가철도로 개통되었으며, 미국에서는 뉴욕 다음으로 오래 된 도시철도 체계이다. 대부분의 구간은 고가철도로 되어 있으나, 도심의 루프 구간 등 일부는 지하철로 되어 있다. 교외 구간을 포함한 시카고 도시 철도의 총연장은 360.7km(224.1마일)이며, 평일 평균 이용객 수는 658,524명으로 미국 도시철도 중 뉴욕 지하철과 워싱턴 도시철도 다음으로 많다. 현재 노선은 8개가 있으며, 색상 명칭으로 되어 있다. 노선들은 시카고 외곽을 기점으로 도심 루프구간을 순환하거나 루프구간 내부를 연결하는 형태로 되어 있으며, 일부 노선은 루프 구간 내에서 중첩되어 있다. 도심 루프의 고가철도 구간은 독특한 풍경을 연출하여 시카고의 명물로 손꼽힌다. 한편 시카고 도시권에는 이 도시철도 체계와는 완전히 다르고 운영 주체도 별개인 별도의 교외철도 노선으로 메트라(Metra)와 사우스쇼어 선도 있다.

## 노선 목록
- 레드 선
- 블루 선
- 브라운 선
- 그린 선
- 오렌지 선
- 퍼플 선
- 핑크 선
- 옐로 선

시카고 도시철도('L') 노선도

- 더 루프 (브라운, 그린, 오렌지, 핑크, 퍼플 선이 겹쳐 운행되는 도심 순환구간)

## 같이 보기
- 지하철 목록
- 시카고의 교통